# Weinbau in Brasilien

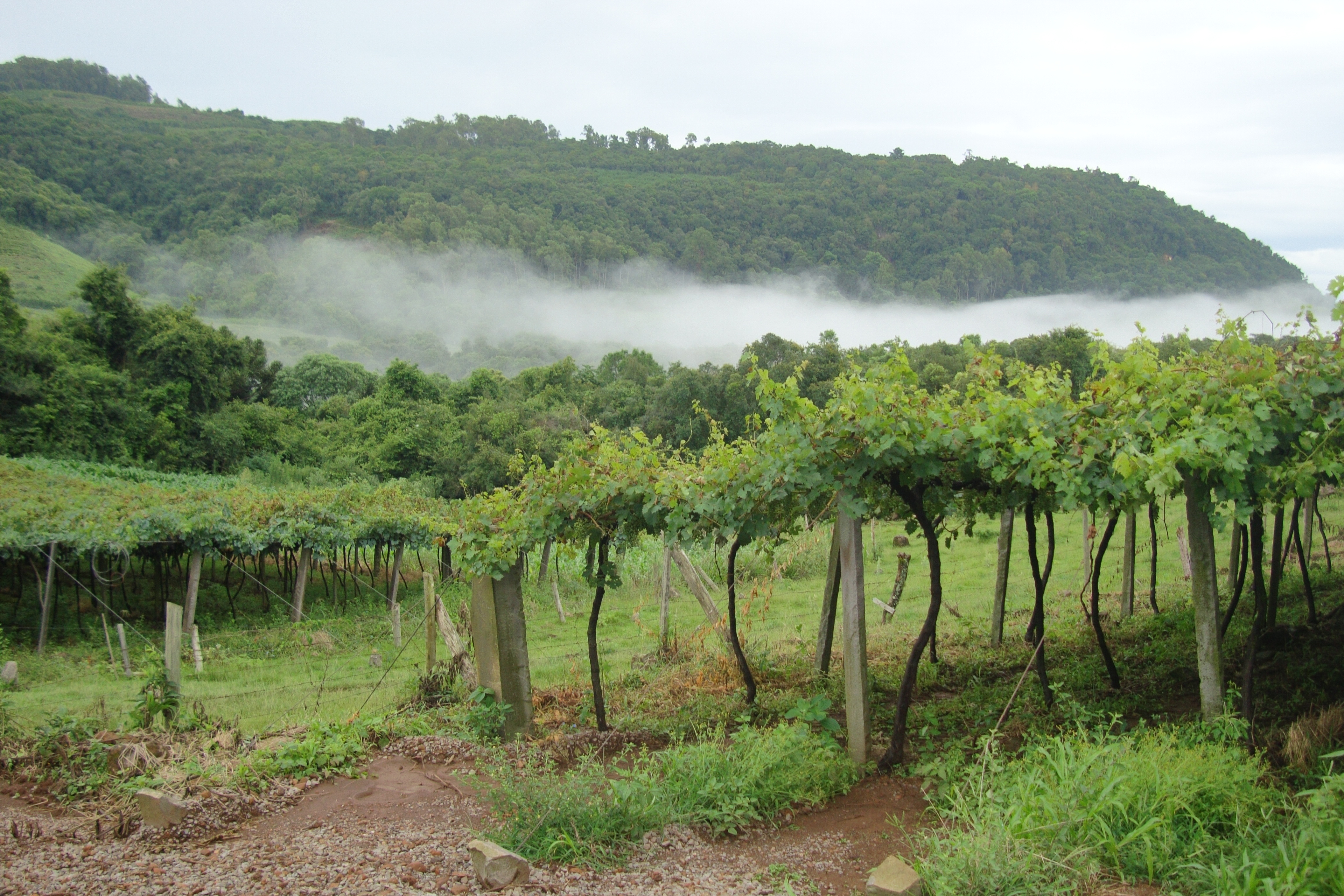
Weingärten in Flores da Cunha (Weinbaugebiet Rio Grande do Sul)

Der Weinbau in Brasilien umfasst für die Jahre 2008 und 2009 nach Schätzung der OIV eine Anbaufläche von 92.000 Hektar. Es ist damit hinter Argentinien und Chile das drittgrößte Weinbaugebiet Südamerikas. Aus einer Erntemenge von 600.000 to Weintrauben werden 3 Millionen Hektoliter Wein gewonnen, der Rest wird zu Saft verarbeitet. Dies erfolgt in fünf unterschiedlichen Weinbaugebieten, die sich überwiegend in der gemäßigten Zone befinden aber auch bis zu 6.000 Kilometer voneinander entfernt liegen.

## Geschichte
Die ersten Versuche, Wein in Brasilien zu kultivieren, begannen 1532 mit der portugiesischen Landnahme im heutigen Bundesstaat São Paulo. Nicht ganz 100 Jahre später brachten Jesuiten 1626 spanische Rebsorten nach Rio Grande do Sul. Im 18. Jahrhundert versuchten Einwanderer von den Azoren mit Edelreisern ihrer Klimazone die Bestände zu veredeln. Als erste wirtschaftlich erfolgreiche Kultivierung wird ab 1840 die Anpflanzung von Isabella an der Südküste von Rio Grande angesehen.
Bezogen auf Anbaufläche und produzierte Menge spielte Brasilien bis 2005 in den internationalen Statistiken eine eher kleine Rolle. Seit Mitte der 1980er Jahre wurden enorme Investitionen für die Erzeugung von qualitativ hochwertigen Weintrauben vorgenommen. Ab 1995 erhielten brasilianische Weine in internationalen Weinwettbewerben Auszeichnungen im nennenswerten Umfang; bis November 2007 waren es 1.600 Prämierungen. Auf der Lebensmittelmesse Anuga 2007 gewannen brasilianische Weine 14 % der Medaillen und bewegten sich seither auf Weltmarktniveau.

## Anbaugebiete
Das Hauptanbaugebiet mit etwa 54 % der Anbaufläche ist das Vale dos Vinhedos, „das Weintal“ in der Serra Gaúcha im südlichsten, d. h., er hat die größte Distanz zum Äquator, Bundesstaat Rio Grande do Sul. Es liegt um den 29. Breitengrad und wurde von italienischen Einwanderern gegründet, die sich hier während der italienischen Unabhängigkeitskriege niederließen. Der Weinbau fing hier vor über 100 Jahren an. Wie in den meisten Anbaugebieten herrscht auch hier ein gemäßigtes Klima vor, die Besonderheit ergibt sich aber aus den sonnigen Sommern mit ausreichend Regen. Die Weinberge sind auf Hügeln (bis zu 600 Meter über NN) angepflanzt, wo die Bedingungen manchmal bereits an Weinanbau in bergigen Höhenlagen erinnern. Die Böden bestehen aus Basaltgestein, das in Muschelkalk übergeht, mit mittlerer Fruchtbarkeit. Angebaut und per Hand geerntet werden hier Gamay, Chardonnay, Cabernet Sauvignon, Sauvignon Blanc, Sémillon, Merlot und Alicante Bouschet. Riesling, Gewürztraminer, Trebbiano, Glera und viele Muskateller-Sorten. 
Weitere Anbaugebiete sind die Region an der Grenze zu Uruguay, Serra do Sudeste, sowie einige Gebiete in den Bundesstaaten Santa Catarina und São Paulo (>20 % der Anbaufläche).
Eine Besonderheit ist das Weinbaugebiet im Tal des Rio São Francisco, das am 8. Breitengrad liegt und damit das äquatornächste Weinbaugebiet der Welt ist. Dort werden seit etwa 2003 Weine angebaut. Die anfängliche Schwierigkeit, dass sich aufgrund des trockenen und heißen Klimas keine Trauben bildeten, war behoben worden. Seitdem sind zumindest zwei Traubenernten pro Jahr möglich. Es werden dort praktisch das ganze Jahr über Weintrauben geerntet.

## Export
| Land                   | Export 1. HJ 2011 |
| ---------------------- | ----------------- |
| Vereinigtes Königreich | 17                |
| Kolumbien              | 13,5              |
| Niederlande            | 9                 |
| USA                    | 8                 |
| Deutschland            | 6,5               |
| Norwegen               | 6                 |
| China                  | 6                 |
| Finnland               | 5                 |
| Polen                  | 4                 |
| Kanada                 | 4                 |
| Weitere                | 21                |

Namhafte Auslandsinvestoren, überwiegend große europäische Unternehmen, haben in der Vergangenheit in neue Flächen investiert, vor allem Davide Campari-Milano, Pernod Ricard (Domecq Bodegas) und Moët & Chandon, mit dem Weingut Chandon Brazil.
Das Brasilianische Weininstitut „Ibravin“ unterstützte einen Gemeinschaftsstand auf der Weinmesse Vinexpo 2011. Das Land erwartet eine Steigerung seines Weinexports um 90 % im Jahr 2011. Im Jahr 2010 wurden Weine im Wert von 2,3 Millionen US-Dollar  exportiert. Große Hoffnungen zur Steigerung des Bekanntheitsgrades werden im Zusammenhang mit der Fußball-Weltmeisterschaft 2014 und den Olympischen Sommerspielen 2016 gesetzt, die im Land stattfinden.